# Taylor Ritzel
Taylor Ritzel (* 4. September 1988 in Aurora, Colorado) ist eine US-amerikanische Ruderin und zweifache Weltmeisterin im Achter.  
Ritzel begann 2006 mit dem Rudern. 2009 gewann sie mit dem amerikanischen Achter die Silbermedaille bei den U23-Weltmeisterschaften, 2010 folgte die Goldmedaille. Bei den Weltmeisterschaften 2010 in Neuseeland rückte Ritzel auch in der Erwachsenenklasse in den US-Achter und gewann auf Anhieb den Weltmeistertitel. Beim Weltcupfinale 2011 startete Ritzel zusammen mit Caroline Lind im Zweier ohne Steuerfrau und belegte den dritten Platz, bei den Weltmeisterschaften 2011 in Bled ruderten beide im Achter und halfen bei der erfolgreichen Titelverteidigung. Bei den Olympischen Spielen in London saß Ritzel wieder im US-Achter, der in der Besetzung Erin Cafaro, Zsuzsanna Francia, Esther Lofgren, Taylor Ritzel, Meghan Musnicki, Elle Logan, Caroline Lind, Caryn Davies und Steuerfrau Mary Whipple die Goldmedaille gewann.